# حجر الشر
حجر بن يزيد الكندي وهو الذي يقال له "حجر الشر"، وإنما قيل له ذلك لأنه كان شريرًا، وكان حجر بن عدي الأدبر خيرًا ففصلوا بينهما بذلك. وفد على النبي محمد وأسلم وعاد إلى اليمن، ثم نزل الكوفة، وكان من شيعة علي، وشهد يوم الحكمين، ثم صار من أمراء معاوية، فولاه أرمينية.

## نسبه
حجر بن يزيد بن سلمة بن مرة بن حجر بن عدي بن ربيعة بن معاوية الأكرمين بن الحارث الأصغر بن معاوية بن الحارث الأكبر بن معاوية بن ثور بن مرتع بن معاوية بن كندة.